# كفر دميرة الجديد
قرية كفر دميرة الجديد هي إحدى القرى التابعة لمركز طلخا في محافظة الدقهلية في جمهورية مصر العربية. حسب إحصاءات سنة 2006، بلغ إجمالي السكان في كفر دميرة الجديد 9713 نسمة، منهم 4642 رجل و5071 امرأة.